# Un americano a Parigi
Un americano a Parigi (An American in Paris) è un poema sinfonico del compositore statunitense George Gershwin. È stato eseguito per la prima volta il 13 dicembre 1928 alla Carnegie Hall dalla New York Symphony Orchestra diretta da Walter Damrosch. 
È una delle più famose composizioni di Gershwin.
Fu scritta in seguito al viaggio intrapreso in Europa per venire a conoscere compositori che ammirava e con cui voleva studiare, primo su tutti Maurice Ravel. La Metro-Goldwyn-Mayer, ispirandosi a questo lavoro, realizzò l'omonimo film musical, diretto da Vincente Minnelli, con Gene Kelly e Leslie Caron; il film, uscito nel 1951, fu insignito nel 1952 di sei premi Oscar. L'opera ha ispirato anche il film pornografico del 1974 Adam & Yves.

## Descrizione
Come ha raccontato il critico Deems Taylor nelle note al programma della prima, a New York il 13 dicembre 1928, lo spettacolo inizia con una passeggiata lungo gli Champs-Elysees; una rissa con un tassista, la passeggiata abbandonata del turista e il passaggio sulla riva sinistra della Senna sono le scuse per lo splendore rispettivamente delle trombe, del trombone e del clarinetto. Un violino amichevole evoca una scena di amore notturno... quando compare il blues, solo di trombe mute, come a ricordare gli Stati Uniti, sensazione riaffermata con l'ingresso delle trombe che lanciano il tema con un'aria di ragtime tipica degli anni 1920. L'argomento ora parla dell'incontro con un altro americano, e tra la memoria e il ricordo musicale di precedenti esperienze si sente un ritmo vicino allo swing. Il lavoro si conclude al punto di partenza, la passeggiata, salutando il grandioso tema blues, più americano che parigino.

## Organico
La musica è stata scritta per una grande orchestra sinfonica che si articola in:
| - legni: - 3 flauti - 3° anche ottavino - 2 oboi - corno inglese - 2 clarinetti in si bemolle - clarinetto basso in si bemolle - 2 fagotti - ottoni: - 4 corni in fa - 3 trombe in si bemolle - 3 tromboni - tuba | - percussioni: - timpani - rullante - grancassa - triangolo - block - piatti - tom-tom alto e basso - xilofono - glockenspiel - celesta | - 4 clacson con etichette A, B, C e D - sassofoni: - contralto/soprano - tenore/soprano/contralto - baritono/soprano/contralto - archi |

 Un arrangiamento per pianoforte fu eseguito da William Daly e pubblicato nel 1929.